# John Rogers (jégkorongozó)
Alfred John Rogers (Kanada, Saskatchewan, Paradise Hills, 1953. április 10. –) profi jégkorongozó.

## Karrier
Komolyabb junior karrierjét az Alberta Junior Hockey League-es Edmonton Maple Leafsben kezdte 1969–1970-ben, majd átkerült a Weyburn Red Wingsbe. A csapattal elvesztették az 1970-es Memorial-kupa döntőt a Montréal Jr. Canadiens-szel szemben. 1970–1973 között az Edmonton Oil Kingsben játszott, ahol az utolsó idényében a 68 mérkőzésen 104 pontot szerzett. Bejutottak az 1972-es Memorial-kupa döntőbe, de nem sikerült azt megnyerniük. Az 1973-as NHL-amatőr drafton a második kör 25. helyén kelt el. A Minnesota North Stars választotta ki. Szintén draftolták őt az 1973-as WHA-amatőr drafton. Az Edmonton Oilers az első kör 6. helyén választotta ki. 1973–1974-ben játszott a Minnesota North Starsban és az első mérkőzésén azonnal gólt is ütött. Ebben a szezonban még az American Hockey League-es New Haven Nighthawksban is játszott. A következő szezonban szintén felváltva volt kezdő csapattag a két csapatban. 1975–1976-ban játszott az akkor még a World Hockey Associationban játszó Edmonton Oilersben és a Western International Hockey League-ben játszó Spokane Jetsben. A szezon végén visszavonult.

## Karrier statisztika
| 1970–1971       | Edmonton Oil Kings    | WCHL            | 57 | 27 | 16 | 43  | 218 | —  | — | — | — | — |
| 1971–1972       | Edmonton Oil Kings    | WCHL            | 46 | 26 | 27 | 53  | 236 | —  | — | — | — | — |
| 1972–1973       | Edmonton Oil Kings    | WCHL            | 68 | 63 | 41 | 104 | 219 | —  | — | — | — | — |
| 1973–1974       | New Haven Nighthawks  | AHL             | 54 | 16 | 18 | 34  | 73  | 10 | 1 | 1 | 2 | 0 |
| 1973–1974       | Minnesota North Stars | NHL             | 10 | 2  | 4  | 6   | 0   | —  | — | — | — | — |
| 1974–1975       | New Haven Nighthawks  | AHL             | 54 | 16 | 18 | 34  | 41  | 2  | 0 | 0 | 0 | 0 |
| 1974–1975       | Minnesota North Stars | NHL             | 4  | 0  | 0  | 0   | 0   | —  | — | — | — | — |
| 1975–1976       | Spokane Flyers        | WIHL            | 6  | 6  | 2  | 8   | 0   | —  | — | — | — | — |
| 1975–1976       | Edmonton Oilers       | WHA             | 44 | 9  | 8  | 17  | 34  | —  | — | — | — | — |
| NHL összesített | NHL összesített       | NHL összesített | 14 | 2  | 4  | 6   | 0   | —  | — | — | — | — |